# (11459) Andráspál
(11459) Andráspál est un astéroïde de la ceinture principale.

## Description
(11459) Andráspál est un astéroïde de la ceinture principale. Il fut découvert le 1er mars 1981 à l'observatoire de Siding Spring par Schelte J. Bus. Il présente une orbite caractérisée par un demi-grand axe de 2,28 UA, une excentricité de 0,22 et une inclinaison de 4,2° par rapport à l'écliptique.